# Клуб Александра Чижевского
Клуб Александра Чижевского (укр. Клуб Олександра Чижевського) — символический клуб, включающий игроков, сыгравших 300 или более матчей в Чемпионате Украины по футболу. Назван по имени Александра Чижевского, который первым достиг этого рубежа.
Данные приведены по состоянию на 1 февраля 2025 года.
| №  | Имя и фамилия футболиста | Клубы | Матчей |
| -- | ------------------------ | --- | ------ |
| 1  | Александр Шовковский     | «Динамо» (Киев) — 426 | 426    |
| 2  | Олег Шелаев              | «Заря» (Луганск) — 68, «Шахтёр» (Донецк) — 36, «Металлург» (Донецк) — 13, «Днепр» (Днепропетровск) — 209, «Кривбасс» (Кривой Рог) — 8, «Металлист» (Харьков) — 78                                                             | 412    |
| 3  | Вячеслав Чечер           | «Кривбасс» (Кривой Рог) — 33, «Металлург» (Донецк) — 320, «Карпаты» (Львов) — 9, «Заря» (Луганск) — 48 | 410    |
| 4  | Александр Чижевский      | «Карпаты» (Львов) — 226, «Шахтёр» (Донецк) — 9, «Металлург» (Запорожье) — 38, «Таврия» (Симферополь) — 87, «Волынь» (Луцк) — 1, «Говерла» (Ужгород) — 40                                                                      | 401    |
| 5  | Александр Горяинов       | «Арсенал» (Киев) — 14, «Кривбасс» (Кривой Рог) — 49, «Металлист» (Харьков) — 328 | 391    |
| 6  | Руслан Ротань            | «Днепр» (Днепропетровск) — 316, «Динамо» (Киев) — 59 | 375    |
| 7  | Сергей Назаренко         | «Днепр» (Днепропетровск) — 272, «Таврия» (Симферополь) — 77, «Черноморец» (Одесса) — 10, «Металлист» (Харьков) — 14 | 373    |
| 8  | Тарас Степаненко         | «Металлург» (Запорожье) — 81, «Шахтёр» (Донецк) - 289 | 370    |
| 9  | Сергей Шищенко           | «Металлист» (Харьков) — 28, «Шахтёр» (Донецк) — 23, «Нива» (Тернополь) — 28, «Кривбасс» (Кривой Рог) — 21, «Металлург» (Запорожье) — 18, «Металлург» (Донецк) — 166, «Ильичёвец» (Мариуполь) — 25, «Черноморец» (Одесса) — 54 | 363    |
| 10 | Александр Гладкий        | «Харьков» (Харьков) — 54, «Шахтёр» (Донецк) — 118, «Днепр» (Днепропетровск) — 23, «Карпаты» (Львов) — 81, «Металлист» (Харьков) — 9, «Динамо» (Киев) — 8, «Черноморец» (Одесса) — 30, «Заря» (Луганск) — 38                   | 361    |
| 11 | Руслан Костышин          | «Арсенал» (Киев) — 131, «Днепр» (Днепропетровск) — 109, «Кривбасс» (Кривой Рог) — 119 | 359    |
| 12 | Сергей Закарлюка         | «Днепр» (Днепропетровск) — 2, «Арсенал» (Киев) — 230, «Металлург» (Донецк) — 62, «Шахтёр» (Донецк) — 4, «Ильичёвец» (Мариуполь) — 40, «Ворскла» (Полтава) — 9                                                                 | 356    |
| 13 | Александр Грицай         | «Днепр» (Днепропетровск) — 196, «Арсенал» (Киев) — 67, «Заря» (Луганск) — 91 | 354    |
| 14 | Владимир Чеснаков        | «Ворскла» (Полтава) — 353 | 353    |
| 15 | Александр Зотов          | «Черноморец» (Одесса) — 139, «Кривбасс» (Кривой Рог) — 59, «Ворскла» (Полтава) — 12, «Металлург» (Донецк) — 133, Говерла (Ужгород) — 8                                                                                        | 351    |
| 16 | Игорь Шуховцев           | «Одесса» (Одесса) — 12, «Нива» (Винница) — 17, «Ильичёвец» (Мариуполь) — 244, «Арсенал» (Киев) — 9, «Таврия» (Симферополь) — 9, Заря (Луганск) — 57, «Металлист» (Харьков) — 1                                                | 349    |
| 17 | Андрей Пятов             | «Шахтёр» (Донецк) — 301, «Ворскла» (Полтава) — 43 | 344    |
| 18 | Владислав Ващук          | «Динамо» (Киев) — 254, «Черноморец» (Одесса) — 54, «Львов» (Львов) — 11, «Волынь» (Луцк) — 24 | 343    |
| 19 | Сергей Мизин             | «Динамо» (Киев) — 73, «Днепр» (Днепропетровск) — 28, «Черноморец» (Одесса) — 7, «Арсенал» (Киев) — 90, «Карпаты» (Львов) — 87, «Кривбасс» (Кривой Рог) — 25, «Металлист» (Харьков) — 32                                       | 342    |
| 20 | Виталий Рева             | «Арсенал» (Киев) — 257, «Динамо» (Киев) — 50, «Таврия» (Симферополь) — 13, «Оболонь» (Киев) — 10 | 341    |
| 21 | Максим Шацких            | «Динамо» (Киев) — 215, «Черноморец» (Одесса) — 6, «Арсенал» (Киев) — 94, «Говерла» (Ужгород) — 24 | 341    |
| 22 | Дарио Срна               | «Шахтёр» (Донецк) — 339 | 339    |
| 23 | Андрей Кирлик            | «Металлист» (Харьков) — 58, «Кремень» (Кременчуг) — 82, «Нива» (Тернополь) — 29, «Арсенал» (Киев) — 47, «Черноморец» (Одесса) — 115                                                                                           | 331    |
| 24 | Сергей Долганский        | «Верес» (Ровно) — 32, «Металлист» (Харьков) — 12, «Черноморец» (Одесса) — 65, «Металлург» (Донецк) — 21, «Ворскла» (Полтава) — 195                                                                                            | 328    |
| 25 | Валентин Полтавец        | «Металлург» (Запорожье) — 168, «Днепр» (Днепропетровск) — 45, «Арсенал» (Киев) — 24, «Черноморец» (Одесса) — 85 | 322    |
| 26 | Александр Головко        | «Таврия» (Симферополь) — 133, «Динамо» (Киев) — 186 | 319    |
| 27 | Олег Гусев               | «Арсенал» (Киев) — 23, «Динамо» (Киев) — 296 | 319    |
| 28 | Эдмар                    | «Таврия» (Симферополь) — 117, «Металлист» (Харьков) — 189, «Днепр» (Днепропетровск) — 10 | 316    |
| 29 | Андрей Воробей           | «Шахтёр» (Донецк) — 219, «Днепр» (Днепропетровск) — 47, «Арсенал» (Киев) — 23, «Металлист» (Харьков) — 25 | 315    |
| 30 | Игорь Лучкевич           | «Металлург» (Запорожье) — 215, «Металлург» (Донецк) — 14, «Карпаты» (Львов) — 69, «Таврия» (Симферополь) — 13 | 311    |
| 31 | Павел Ребенок            | «Ворскла» (Полтава) — 226, «Металлист» (Харьков) — 21, «Черноморец» (Одесса) — 56 | 303    |
| 32 | Владимир Езерский        | «Карпаты» (Львов) — 33, «Динамо» (Киев) — 10, «Кривбасс» (Кривой Рог) — 9, «Днепр» (Днепропетровск) — 146, «Шахтёр» (Донецк) — 38, «Заря» (Луганск) — 42, «Таврия» (Симферополь) — 43, «Говерла» (Ужгород) — 9                | 303    |
| 33 | Желько Любенович         | «Таврия» (Симферополь) — 148, «Кривбасс» (Кривой Рог) — 9,«Заря» (Луганск) — 137, «Александрия» (Александрия, Кировоградская обл.) — 9                                                                                        | 303    |
| 34 | Олег Краснопёров         | «Говерла» (Ужгород) — 25, «Ильичёвец» (Мариуполь) — 113, «Ворскла» (Полтава) — 123, «Металлист» (Харьков) — 41 | 302    |
| 35 | Владимир Полевой         | «Металлург» (Запорожье) — 159, «Днепр» (Днепропетровск) — 20,«Металлург» (Донецк) — 21, «Арсенал» (Киев) — 55 ,«Волынь» (Луцк) — 27, «СК Днепр-1» (Днепр) — 18                                                                | 300    |

- Полужирным шрифтом отмечены действующие игроки Чемпионата Украины по футболу.